# Demoparty
Demoparty är ett slags evenemang där datorintresserade människor träffas för att umgås och tävla vem som kan göra bäst demo, grafik och musik. Fenomenet är liksom demoscenen koncentrerat till Europa.
Ett demoparty pågår normalt över en helg och är årligen återkommande. En klar tendens är att när ett party etablerats så vill man upprepa det varje år. Eftersom deltagarna gärna tar med sin dator äger sammankomsten normalt rum i en lokal som prydligt inredd med bord och stolar och ordentligt med ström.
Tävlingarna benämns (även på svenska) som "compo", till exempel demo-compo och grafik-compo. Normalt förfarande är att tider för deadline och visning tillkännages i förväg. Tävlingsbidragen visas upp på en stor filmduk och alla som är intresserade kan se. Visningen av democompot brukar genomföras sista kvällen och betraktas som något av en höjdpunkt. Det är demopartyts besökare som röstar fram tävlingarnas vinnare.
När nätverksspelandet började ta fart dök sådana tävlingar upp på demopartyn. I dag är nätverksspelandet totalt dominerande bland datorintresserade ungdomar och demoscenen har hamnat i bakgrunden. Därför är nu LAN-partyn, där spel är huvudsaken, mycket vanligare än demopartyn. Flera demopartyn har genom åren övergått till att vara LAN-partyn, men de har ofta kvar democompos som en mindre sidoaktivitet. Det i dag mest kända "rena" demopartyt är Revision som årligen arrangeras under påskhelgen i Saarbrücken, Tyskland. För äldre plattformar som Commodore 64 och Amiga anordnas fortfarande demopartyn, exempelvis X vartannat år i Nederländerna samt Datastorm i Sverige.
Föregångare till demopartyn var Copypartyn. Dessa började dyka upp under 1980-talet då datorintresserade personer, vanligtvis mjukvarupirater och demoskapare träffades för att umgås och byta mjukvara. Copypartyn involverade främst ägare av Commodore 64, Atari ST och Amiga. Polisrazzior var inte helt ovanliga. I tidningen Datormagazin kunde man emellanåt läsa reportage om copypartyn där polisen gjort razzia. Efterhand gick copypartyn över till att istället bli demopartyn. Fildelningsaspekten levde visserligen fortfarande kvar, men var inte längre i enskild fokus. Denna övergång skedde under mitten av 1990-talet.

## Demopartyn
- Alternative Party (Finland)
- Assembly (Finland)
- Birdie (Sverige)
- Breakpoint (Tyskland)
- Revision (Tyskland)
- Chaos Constructions (Ryssland)
- Datastorm (Sverige)
- Evoke (Tyskland)
- Forever (Slovakien)
- The Gathering (Norge)
- Hackerence (Sverige) (1989–2000)
- LCP (Sverige)
- BFP (Sverige)
- The Party (Danmark)
- Phat (Lettland)
- Remedy (Sverige)
- State of the Art (Frankrike)
- The Ultimate Meeting (Tyskland)
- X, (Nederländerna)